# Comuna de Rachanie
Rachanie (polaco: Gmina Rachanie) é uma gminy (comuna) na Polónia, na voivodia de Lublin e no condado de Tomaszowski (lubelski). A sede do condado é a cidade de Rachanie.
De acordo com os censos de 2004, a comuna tem 5805 habitantes, com uma densidade 61,7 hab/km².

## Área
Estende-se por uma área de 94,05 km², incluindo:
- área agricola: 72%
- área florestal: 21%

## Demografia
Dados de 15 de Abril 2008Predefinição:ŹródłoPL:
|                      | Total   | Total | Mulheres | Mulheres | Homens  | Homens |
| -------------------- | ------- | ----- | -------- | -------- | ------- | ------ |
|                      | pessoas | %     | pessoas  | %        | pessoas | %      |
| População            | 5898    | 100   | 2960     | 50       | 2938    | 50     |
| Densidade (pop./km²) | 61,7    | 100   | 30,9     | 30,9     | 30,8    | 30,8   |

De acordo com dados de 2002, o rendimento médio per capita ascendia a 1293,64 zł.

## Comunas vizinhas
- Jarczów, Komarów-Osada, Krynice, Łaszczów, Tarnawatka, Tomaszów Lubelski, Tyszowce